# Anthony Nwakaeme
Anthony Nnaduzor Nwakaeme, detto Tony (Lagos, 21 marzo 1989), è un calciatore nigeriano, attaccante del Trabzonspor.

## Biografia
Suo fratello maggiore Dickson è a sua volta stato un calciatore professionista.

## Carriera

### Club
Il 15 settembre del 2016 gioca la sua prima partita in Europa League, contro l'Inter, arrivando diverse volte vicino alla rete.

### Nazionale
Nel 2017 ha giocato una partita con la nazionale nigeriana.

## Statistiche

### Presenze e reti nei club
Statistiche aggiornate al 12 maggio 2019.
| Stagione                 | Squadra                  | Campionato               | Campionato | Campionato | Coppe nazionali | Coppe nazionali | Coppe nazionali | Coppe continentali | Coppe continentali | Coppe continentali | Altre coppe | Altre coppe | Altre coppe | Totale | Totale |
| Stagione                 | Squadra                  | Comp                     | Pres       | Reti       | Comp            | Pres            | Reti            | Comp               | Pres               | Reti               | Comp        | Pres        | Reti        | Pres   | Reti   |
| ------------------------ | ------------------------ | ------------------------ | ---------- | ---------- | --------------- | --------------- | --------------- | ------------------ | ------------------ | ------------------ | ----------- | ----------- | ----------- | ------ | ------ |
| 2010-gen.2011            | Arieșul Turda            | Liga II                  | 8          | 5          | -               | -               | -               | -                  | -                  | -                  | -           | -           | -           | 8      | 5      |
| gen.-giu. 2011           | U Cluj                   | Liga I                   | 9          | 1          | CR              | 0               | 0               | -                  | -                  | -                  | -           | -           | -           | 9      | 1      |
| 2011-2012                | U Cluj                   | Liga I                   | 28         | 7          | CR              | 1               | 0               | -                  | -                  | -                  | -           | -           | -           | 29     | 7      |
| lug. 2012-feb. 2013      | Argeș Pitești            | Liga I                   | 3          | 0          | CR              | 1               | 0               | -                  | -                  | -                  | -           | -           | -           | 4      | 0      |
| feb.-giu. 2013           | U Cluj                   | Liga I                   | 10         | 2          | CR              | 0               | 0               | -                  | -                  | -                  | -           | -           | -           | 10     | 2      |
| Totale U Cluj            | Totale U Cluj            | Totale U Cluj            | 47         | 10         |                 | 1               | 0               |                    | -                  | -                  |             | -           | -           | 48     | 10     |
| 2013-2014                | Hapoel Ra'anana          | LhA                      | 30         | 6          | CI              | 0+              | 0+              | -                  | -                  | -                  | -           | -           | -           | 30+    | 6+     |
| 2014-2015                | Hapoel Ra'anana          | LhA                      | 25         | 7          | CI              | 0+              | 0+              | -                  | -                  | -                  | -           | -           | -           | 25+    | 7+     |
| Totale Hapoel Ra'anana   | Totale Hapoel Ra'anana   | Totale Hapoel Ra'anana   | 55         | 13         |                 | 0+              | 0+              |                    | -                  | -                  |             | -           | -           | 55+    | 13+    |
| 2015-2016                | Hapoel Be'er Sheva       | LhA                      | 34         | 11         | CI+CdL          | 3+0+            | 2+0+            | UEL                | 2                  | 0                  | -           | -           | -           | 39+    | 13+    |
| 2016-2017                | Hapoel Be'er Sheva       | LhA                      | 33         | 14         | CI+CdL          | 1+1+            | 0+2+            | UCL+UEL            | 6+7                | 0+2                | SI          | 1           | 1           | 49+    | 19+    |
| 2017-2018                | Hapoel Be'er Sheva       | LhA                      | 28         | 10         | CI+CdL          | 3+0             | 1+0             | UCL+UEL            | 6+5                | 4+1                | SI          | 1           | 1           | 42     | 17     |
| lug.-ago. 2018           | Hapoel Be'er Sheva       | LhA                      | 0          | 0          | CI+CdL          | 0+0             | 0+0             | UCL+UEL            | 2+2                | 0+1                | SI          | 1           | 0           | 5      | 1      |
| Totale Hapoel Beer-Sheva | Totale Hapoel Beer-Sheva | Totale Hapoel Beer-Sheva | 95         | 35         |                 | 8+              | 5+              |                    | 30                 | 8                  |             | 3           | 2           | 136+   | 50+    |
| 2018-2019                | Trabzonspor              | SL                       | 27         | 10         | TK              | 4               | 1               | -                  | -                  | -                  | -           | -           | -           | 31     | 11     |
| 2019-2020                | Trabzonspor              | SL                       | 29         | 11         | TK              | 6               | 2               | UEL                | 8                  | 1                  | -           | -           | -           | 43     | 14     |
| 2020-2021                | Trabzonspor              | SL                       | 34         | 7          | TK              | 0               | 0               | -                  | -                  | -                  | ST          | 1           | 0           | 35     | 7      |
| 2021-2022                | Trabzonspor              | SL                       | 30         | 13         | TK              | 2               | 1               | UECL               | 4                  | 1                  | -           | -           | -           | 36     | 15     |
| Totale Trabzonspor       | Totale Trabzonspor       | Totale Trabzonspor       | 120        | 41         |                 | 12              | 4               |                    | 12                 | 2                  |             | 1           | 0           | 145    | 47     |
| 2022-2023                | Al-Fayha                 | SPL                      | 25         | 9          | KCC             | 2               | 0               | -                  | -                  | -                  | SS          | 1           | 0           | 28     | 9      |
| 2023-2024                | Al-Fayha                 | SPL                      | 12         | 4          | KCC             | 2               | 0               | ACL                | 5                  | 2                  | -           | -           | -           | 19     | 6      |
| Totale Al Fayha          | Totale Al Fayha          | Totale Al Fayha          | 37         | 13         |                 | 4               | 0               |                    | 5                  | 2                  |             | 1           | 0           | 47     | 15     |
| Totale Carriera          | Totale Carriera          | Totale Carriera          | 365        | 117        |                 | 26+             | 9+              |                    | 47                 | 12                 |             | 5           | 2           | 443+   | 140+   |

## Palmarès

### Club

#### Competizioni nazionali
- Campionato israeliano: 3

Hapoel Be'er Sheva: 2015-2016, 2016-2017, 2017-2018
- Supercoppa d'Israele: 2

Hapoel Be'er Sheva: 2016, 2017
- Coppa di Lega israeliana: 1

Hapoel Be'er Sheva: 2016-2017
- Coppa di Turchia: 1

Trabzonspor: 2019-2020
- Supercoppa di Turchia: 1

Trabzonspor: 2020
- Campionato turco: 1

Trabzonspor: 2021-2022